# 宋鐘國
宋 鐘國（ソン・ジョングク、송종국、1979年2月20日 - ）は、大韓民国出身の元サッカー選手。ポジションはミッドフィールダー・ディフェンダー。

## 経歴
右サイドを中心に様々なポジションをこなすマルチプレイヤー。フース・ヒディンク監督に抜擢されて韓国代表入り。2002年ワールドカップ日韓大会では右ウイングバックとして初のベスト4進出に貢献し、「ヒディンクの息子」と称された。日韓W杯での活躍が評価されてオランダ・エールディヴィジのフェイエノールトに移籍し3シーズンプレー。小野伸二とチームメイトであったことから、日本でも知名度が比較的高い。
ただオランダ語が全く喋れず当時の監督であったルート・フリットから「オランダ語を覚えろ」と言われたほどである。そして退団するまでオランダ語は喋れず、これでフロント、監督の信頼を失い放出のきっかけとなったと言われている。
2011年3月27日、現役引退を発表。引退の理由の一つに2月に母親が亡くなった為モチベーションが失われたためだと語っている。その後はサッカー解説者、タレント、少年サッカークラブ代表として活動。2006年に結婚した俳優のパク・ヨンスと2015年に離婚。2021年7月29日に放送されたMBNの教養番組『現場ルポ スクープ世界』を通じ、江原道洪川郡の山村で自給自足の生活を送っている事を明かしている。

## 所属クラブ
- 延世大学
- 釜山アイコンス 2001-2002
- フェイエノールト 2002-2005
- 水原三星ブルーウィングス 2005-2010
- アル・シャバブ・リヤド 2010
- 蔚山現代FC 2011
- 天津康師傅 2011

## 代表歴

### 出場大会
- 韓国代表
  - 1999年 FIFAワールドユース選手権
  - 2000年 シドニーオリンピック
  - 2001年 FIFAコンフェデレーションズカップ
  - 2002年 CONCACAFゴールドカップ
  - 2002年 FIFAワールドカップ
  - 2006年 FIFAワールドカップ
  - 2007年 アジアカップ

### 試合数
- 国際Aマッチ 61試合 3得点（2000年-2007年）[4]

| 韓国代表 | 国際Aマッチ | 国際Aマッチ |
| 年       | 出場        | 得点        |
| -------- | ----------- | ----------- |
| 2000     | 2           | 0           |
| 2001     | 15          | 1           |
| 2002     | 22          | 2           |
| 2003     | 3           | 0           |
| 2004     | 8           | 0           |
| 2005     | 0           | 0           |
| 2006     | 8           | 0           |
| 2007     | 3           | 0           |
| 通算     | 61          | 3           |

### 得点
| #  | 開催年月日    | 開催地                  | 対戦国           | 勝敗  | 試合概要               |
| -- | ------------- | ----------------------- | ---------------- | ----- | ---------------------- |
| 1. | 2001年2月11日 | ドバイ,アラブ首長国連邦 | アラブ首長国連邦 | ○ 4-1 | ドバイ杯               |
| 2. | 2002年1月19日 | パサデナ,アメリカ       | アメリカ合衆国   | ● 1-2 | CONCACAFゴールドカップ |
| 3. | 2002年6月29日 | 大邱,韓国               | トルコ           | ● 2-3 | FIFAワールドカップ     |

## タイトル

### クラブ
水原三星ブルーウィングス
- Kリーグ：2008年

天津康師傅
- 中国FAカップ：2011年

### 受賞
- Kリーグ新人王：2001年
- Kリーグベストイレブン：2001年